# Cyrillus Kreek
Pour les articles homonymes, voir Kreek.
Cyrillus Kreek, né le 3 décembre 1889 à Võnnu et mort le 26 mars 1962 à Haapsalu, est un compositeur estonien.
Il effectue sa formation musicale initiale au conservatoire de Saint-Pétersbourg, puis enseigne à Haapsalu près de sa ville natale, puis encore au conservatoire de Tallinn. Il recueille des chansons populaires dans sa région natale, l'ouest de l'Estonie, notamment en se servant d'un phonographe et les harmonise tout au long de sa vie.
Son œuvre la plus connue est un Requiem en do mineur (1927, traduit en estonien à partir du texte du Requiem de Mozart, c'est-à-dire à partir du texte liturgique latin).

## Enregistrements
Quatre psaumes de Kreek ont été enregistrés par le groupe vocal The King's Singers, dans leur album Landscape & Time.

### Bases de données et dictionnaires
- Ressources relatives à la musique :   - AllMusic
  - Carnegie Hall
  - Discogs
  - Grove Music Online
  - MusicBrainz
  - Muziekweb
- Notices dans des dictionnaires ou encyclopédies généralistes :   - Nationalencyklopedin
  - Visuotinė lietuvių enciklopedija
- Notices d'autorité :   - VIAF
  - ISNI
  - BnF (données)
  - IdRef
  - LCCN
  - GND
  - Italie
  - CiNii
  - Pologne
  - Israël
  - NUKAT
  - Suède
  - Lettonie
  - WorldCat